# 諏訪市
諏訪市（日语：／ Suwa shi */?）是日本長野縣南信地方的城市，地處諏訪湖的東邊，在江戶時代是高島藩的城下町。境內有諏訪湖、上諏訪溫泉、諏訪大社的上社本宮、霧峰山等景點，生產電子產品的精工愛普生、生產味噌的竹屋等公司的總部都設於此處。
諏訪市為由三市兩町一村組成的諏訪廣域聯合的中心都市。

## 產業
二戰後當地的鐘錶、相機、透鏡等產品的產量增加，加上市內有山丘和湖泊的景色，因此與周邊地區一起以「東洋的瑞士」出名。諏訪市内有許多地方酒的製造商，真澄、舞姬、麗人、本金、橫笛等都是當地生產的酒類。

## 出身名人
- 鎌倉圭 - 創作歌手
- 河合曾良 - 俳句詩人
- 五味龍太郎 - 演員鐘錶
- 澀江讓二 - 演員
- 永田鉄山 - 日本陸軍中將
- 藤森慎吾 - 搞笑藝人（東方收音機）
- 藤原咲平 - 氣象學家
- 美川憲一 - 歌手

## 友好城市
- 法國 昂布瓦斯